# Osmont
Osmont is een historisch motorfietsmerk van onbekende herkomst dat rond 1905 zeer snelle tricycles maakte, mogelijk met motorblokken van De Dion-Bouton. 
- De motorblokken van de De Dion-Bouton duiden er op dat het hier misschien over het merk Osmond gaat. Dit hoorde bij de firma James die deze motorblokken ook toepaste.